# Попіл (фільм, 2010)
«Попіл» — кінофільм режисера Еліаса Матара, що вийшов на екрани в 2010 році.

## Зміст
Головний герой - талановитий вірусолог, який працює над створенням ліків проти чуми двадцятого століття - СНІДу. Його дослідження в якийсь момент йдуть не зовсім за планом, в результаті чого на світ з'являються мікроорганізми, що руйнують людську психіку і тіло. Зараза виходить за межі лабораторії, і у професора залишається зовсім мало часу, щоб зупинити жахливу епідемію.

## Ролі
| Актор           | Роль |
| --------------- | ---- |
| Енріке Альмейда | -    |
| Джоель Брайант  | -    |
| Кріс Делфоз     | -    |
| Рубен Феррер    | -    |
| Сьєрра Фіск     | -    |
| Річард Гант     | -    |
| Дайан Голднер   | -    |
| Альдо Гонзалез  | -    |
| С.А. Гріффін    | -    |
| Джон Гулагер    | -    |

## Знімальна група
- Режисер — Еліас Матар
- Сценарист — Еліас Матар, Едвард Е. Ромеро
- Продюсер — Джинджер Фанг, Еліас Матар, Аарон Окман
- Композитор — Гленн Скотт Лейсі